# ستيفن جاكسون (راكب الكنو)
ستيفن جاكسون (بالإنجليزية: Stephen Jackson)‏ هو راكب الكنو بريطاني، ولد في 18 سبتمبر 1956 في دبلن في جمهورية أيرلندا.

## وصلات خارجية
- ستيفن جاكسون على موقع أوليمبيديا (الإنجليزية)